# Juan Antonio de Andueza
Juan Antonio de Andueza y Medina, (Chachapoyas, 22 de marzo de 1773– Lima, 17 de enero de 1825) fue un clérigo, abogado y político peruano. Presidente del primer Congreso Constituyente del Perú en 1822.

## Biografía
Sus padres fueron Balthazar Andueza y Gertudiz de Medina.
Trasladado a Lima, estudió en el Real Convictorio de San Carlos, cuyo rector era entonces el célebre Toribio Rodríguez de Mendoza, tío suyo. Se graduó de bachiller en Cánones y doctor en ambos derechos, y el 23 de septiembre de 1799 se recibió como abogado ante la Real Audiencia de Lima.
Optó también por la carrera religiosa, y tras recibir las sagradas órdenes, se consagró al ejercicio de su ministerio.
En 1811 fue elegido diputado por Chachapoyas ante las Cortes convocadas en España por el gobierno de la Regencia, en plena crisis derivada por la invasión napoleónica. Junto con otros diputados electos en el Perú viajó a la península ibérica y logró incorporarse a las Cortes reunidas en Cádiz, en donde se desempeñó de manera muy discreta. Su firma aparece en la Constitución de 1812.
Tras cinco años de ausencia retornó al Perú y continuó su ministerio como cura de Palpa (1811-1817). En 1817 fue elegido racionero del cabildo diocesano de Trujillo (ciudad del norte del Perú) y ejerció como examinador sinodal del obispado. Ese mismo año fue nombrado rector del Colegio Seminario San Carlos y San Marcelo, de la misma ciudad.
Integró la comisión que dio la bienvenida al flamante intendente de Trujillo, José Bernardo de Tagle, marqués de Torre Tagle, en julio de 1820. Al mes siguiente fue promovido a una canonjía. Poco después arribó la Expedición Libertadora encabezada por el general José de San Martín, y al parecer, Andueza influyó en Torre Tagle para que se decidiera a proclamar la Independencia en Trujillo, episodio importantísimo del proceso emancipador latinoamericano, ya que significó que un territorio enorme, situado al norte del Virreinato del Perú (la Intendencia de Trujillo), se sumara sin violencia a la causa patriota (29 de diciembre de 1820).
En 1822 fue elegido diputado por Trujillo ante el primer Congreso Constituyente de 1822. Fue vicepresidente del mismo, bajo la presidencia de José de Larrea y Loredo, asumiendo luego la presidencia, del 21 de noviembre a 20 de diciembre de 1822. Se mostró favorable a la tolerancia de cultos, al igual que otros diputados liberales, encabezados por el clérigo Francisco Javier de Luna Pizarro.
Como diputado alzó su protesta contra el motín militar que impuso como presidente de la República a José de la Riva Agüero, aunque luego aceptó el hecho consumado. Junto con otros diputados acompañó a Riva Agüero en su aventurado viaje a la ciudad de Trujillo, pero cuando aquel decretó la disolución del Congreso y la creación de un Senado de 10 miembros, se negó a secundarle en tal ilegalidad, por lo que fue apresado y enviado al destierro a bordo de una goleta, rumbo al sur. Pero desembarcó en Chancay y en agosto de 1823 retornó a Lima, donde suscribió la protesta del Congreso contra los actos arbitrarios de Riva Agüero. Las fuertes tensiones sufridas en todo este trajinar afectaron seriamente su salud. Falleció en 1825.